# Лусконогові
Лусконогові (Pygopodidae) — родини плазунів з підряду Ящірки. Має 2 підродини, 7 родів та 37 видів.

## Опис
Загальна довжина представників цієї родини коливається від 12 до 75 см. Шкіра має червонуватий, коричнюватий, оливковий колір з поздовжніми темними плямами Тулуб нагадує змію. Також за зовнішнім виглядом лусконогови нагадують змій. У них відсутні передні та є значна редукція задніх кінцівок, які закінчуються кігтями у вигляді лускатих виростів. Звідси й походить назва всієї родини. В деяких випадках задні кінцівки також відсутні. Вони не мають кістяних скроневих дуг. Хребці напередвогнуті. Тулуб вкрито однорідною черепицеподібною лускою. Луска на голові переходить у більш великі симетрично розташовані щитки. У лусконогових надзвичайно довгий хвіст, який є дуже ламким. Після відпадання він не відростає до попереднього розміру. Зіниці у представників цієї родини вертикальні, які захищені прозорими повіками. Зовнішній вушний отвір малопомітний або зовсім зарослий шкірою. У багатьох видів позаду анального отвору є особливі мішечки з невеликими шкірними китицями.

## Спосіб життя
Живе серед невеликою рослинності, серед дрібного каміння. Часто ховається у термітниках. також здатні рити довгі нори. Активні у присмерки або вночі. Живляться дрібними безхребетними, комахами, невеликими ящірками.
Це яйцекладні ящірки. Відкладають до 2 яєць. Це дуже комунальні тварини, тому декілька лусконогів відкладають свої яйця в 1 кублі. Бували випадки, коли накопичувалося до 30 яєць.

## Розповсюдження
Мешкають в Австралії, Індонезії та на о.Нова Гвінея.

## Підродини й роди
- Підродина Лусконогові
  - Рід Paradelma
  - Рід Pygopus (5 видів)
  - Рід Delma (16 видів)

- Підродина Ліалісові
  - Рід Lialis (2 види)
  - Рід Pletholax
  - Рід Ophidiocephalus
  - Рід Aprasia (11 видів)